# TSSプロダクション
株式会社TSSプロダクション（ティ・エス・エス・プロダクション、英: TSS PRODUCTION INC.）は、広島県広島市南区に本社を置くテレビ番組の制作プロダクション。
テレビ新広島（TSS）の完全子会社である。

## 概要
番組・ニュース制作、中継、放送進行、美術、ポストプロダクション、企業のスタートアップ・採用(HORERUDO：採用・就活向け動画制作サービス)・海外販路開拓(セカイタク：食の海外販路開拓)等の支援事業、各種イベントの企画・プロデュース、アクターズスクール広島の運営等様々なの事業分野を持つ。特にスポーツ中継は、広島カープ、Jリーグ、SVリーグ、Tリーグ等幅広く実施。2024年2月開業のエディオンピースウイング広島の場内映像オペレーションを請負う。

## 加盟団体
- 全国地域映像団体協議会
- 中四国映像製作社連盟
- フジテレビネットワークプロダクション連絡協議会(FNP)
- 広島広告協会

## 現在制作中の番組など
- ひろしま満点ママ!!
- 釣りごろつられごろ
- ひろしま百景
- そ〜だったのかンパニー
- わがまま!気まま!旅気分（テレビ新広島制作分）
- J SPORTSスタジアム・野球好き
J SPORTS製作の広島東洋カープ主管試合中継の映像制作
- Jリーグ中継　サンフレッチェ広島FC（2014年より）・ファジアーノ岡山FC（2023年より）主管試合中継の映像制作を日本プロサッカーリーグより受託している。2018年からレノファ山口FC主管試合中継も請け負っている。
- WEリーグ中継　年間10試合以上を制作受託
- 知恵の輪ニッポン（テレビ番組・ウェブサイト制作[2]）
- もうけの花道〜知的財産戦略のススメ〜（知財セミナー動画制作・ウェブサイト制作[3]）
- Japan in Motion （仏語版）（テレビ番組・ウェブサイト制作[4]）
海外に日本文化を紹介するテレビ番組およびウェブサイトの制作[5]。番組はフランスのテレビ局・Nolifeなどで放送されている。
- 西村キャンプ場

## 過去の番組
- 夜型人間
- シティリポートひろしま
- 走れ!ガリバーくん→GO!GO!ガリバーくん（テレビ新広島が幹事局のときに制作協力）
- 人気もん!
- アンリちゃんの執事
- ひろしまボイス（広島市広報番組）

## アクターズスクール広島
1999年に開校したアクターズスクールである。TSSプロダクションによって運営され、TSS別館に事務所・スタジオを構える。「Perfume」や「中元すず香(=BABYMETAL)」をはじめとして、アーティスト、歌手、モデル、タレント等、数多くの人材を輩出、現在も100名を超える子どもたちが夢を叶えるため学んでいる。2017年10月には福山市に福山校を開校。

## 技術派遣
スーパーフォーミュラ、コンサート配信、WCバレー、ゴルフ、キックボクシング、高校野球、世界水泳など様々な現場に技術スタッフを派遣している。東京五輪ではＶＥ×1、ＣＡＭ×4、ＥＶＳ×1の計6名のスタッフを派遣した。

## 主要取引先

### 放送局
テレビ新広島、フジテレビ、関西テレビ、東海テレビ、テレビ西日本、北海道文化放送、仙台放送、テレビ静岡、岡山放送、テレビ山口、山陰中央テレビ、テレビ愛媛、テレビ愛知、KBS京都、テレビ朝日、名古屋テレビ、山口朝日放送、スカパーJSAT、J SPORTS、NHK、ほか

### 制作会社
共同テレビ、TBSスパークル（旧・TBSビジョン）、TBSアクト（旧・東通）、関西東通（旧・大阪東通、東通大阪支社）、VSQ、フジ・メディア・テクノロジー（旧・八峯テレビ）、テレテック、千代田ビデオ、テクノマックス、NHKテクノロジーズ、ほか

### 官公庁
広島県、広島市、呉市、宮島町、西城町、海田町、岩国市 ほか

## 関連・グループ会社
- 株式会社テレビ新広島 (フジテレビ系列）
- 株式会社TSSソフトウェア
- 株式会社TSS開発